# 張經 (正德辛未進士)
張經（1492年—1555年），字天敘，直隸興州左屯衛（在玉田縣東南百四十里）軍籍，河南鹿邑縣人，明朝政治人物。

## 生平
正德二年（1507年）丁卯科順天府鄉試第四十一名舉人。正德六年（1511年）中式辛未科會試第十四名，登第二甲第六十九名進士。初任户部主事，督理通州糧餉，多興革。厯員外、郎中，抽分九江，清介不染。轉東昌知府。祀鄉賢。

## 家族
曾祖張鑑；祖父張瓅；父張□，母劉氏。具庆下。